# Oxypoda soror
Oxypoda soror är en skalbaggsart som beskrevs av Thomson 1855. Oxypoda soror ingår i släktet Oxypoda, och familjen kortvingar. Arten är reproducerande i Sverige.